# Дан Републике Српске
Дан Републике Српске се празнује 9. јануара као један од републичких празника у Републици Српској. Незванично је тог дана и крсна слава Републике Српске Свети архиђакон Стефан.
Уставни суд Босне и Херцеговине двапут је прогласио празник неуставним — 26. новембра 2015. и 29. марта 2019. године тврдећи да дискриминише остала два конститутивна народа јер се обиљежава на дан вјерског празника иако је сваки дан у години посвећен свецима према доктрини Српске православне цркве. Република Српска је пресуду одбацила као неутемељену.

## Датум 9. јануар 1992.
Дана 9. јануара 1992. године у Сарајеву, тадашња Скупштина српског народа у Босни и Херцеговини је донијела Декларацију о проглашењу Републике српског народа Босне и Херцеговине. Проглашена је Република на подручјима српских аутономних регија и области и других српских етничких цјелина у Босни и Херцеговини, укључујући и подручја на којима је српски народ остао у мањини због геноцида који је над њим извршен током Другог свјетског рата.
Република српског народа Босне и Херцеговине се налазила у саставу савезне државе Југославије као њена федерална јединица. До избора и конституисања нових органа и институција који је требало да буду установљени Уставом, функције државних органа је обављала Скупштина српског народа у Босни и Херцеговини и њен Министарски савјет. Сједиште органа Републике је било у Сарајеву.
Доношењем Устава од 28. фебруара 1992. Република је добила назив „Српска Република Босна и Херцеговина”. Проглашена је за државу српског народа и грађана који у њој живе, али и даље као дио савезне државе Југославије. Уставним амандманима VII и VIII од 12. августа 1992. назив Републике је промијењен у садашњи и коначни назив „Република Српска”.

## Законске одредбе
Дан Републике Српске је био најприје утврђен Законом о славама и светковинама (1992) као један од празника Републике Српске. Овај закон је касније укинут. Затим, Дан Републике је поново утврђен Законом о празницима Републике Српске (2007) као републички празник који се празнује 9. јануара. Одлуком Уставног суда Босне и Херцеговине (2016) брисан је 9. јануар као датум празновања Дана Републике. Међутим, Народна скупштина Републике Српске је након одржаног републичког референдума са питањем „Да ли подржавате да се 9. јануар обиљежава и слави као Дан Републике Српске” поново утврдила 9. јануар као датум празновања и усвојила Закон о Дану Републике Српске (2016).
У дане празника Републике не раде републички органи и организације, органи јединице локалне самоуправе, предузећа, установе и друге организације и лица која професионално обављају услужне и производне дјелатности. Влада Републике Српске и градоначелници/начелници општина одређују који су органи, организације, предузећа и установе дужни да раде и у ком обиму.
Правна лица, одговорна лица у правном лицу и лица која професионално обављају услужне и производне дјелатности, чине прекршај уколико раде у дане републичких празника. За кршење закона казниће се:

1. правно лице — новчаном казном од 2.000 КМ до 15.000 КМ;

2. одговорно лице у правном лицу — новчаном казном од 150 КМ до 2.000 КМ и;

3. лица која професионално обављају услужне и производне дјелатности — новчаном казном од 500 КМ до 1.500 КМ.

## Прослава
Поводом Дана Републике, предсједник Републике традиционално додјељује одликовања и организује свечане пријеме за: студенте и најбоље ученике, новинаре, борце, привреднике, политичке представнике народа РС, религијске заједнице у РС итд. На сами Дан Републике бива организована Свечана академија у Бањој Луци и пријем код предсједника Републике. Тим поводом служе се и литургије у храмовима у РС и полаже цвијеће на гробове погинулих бораца Војске Републике Српске.

### Прослава 20 година (2012)
Свечани пријем у административном центру — поводом Дана Републике и и крсне славе Светог Архиђакона Стефана, и 20. година од оснивања РС, предсједник Републике Милорад Додик уприличио је свечани пријем у Административном центру Владе РС. Свечаном пријему су присуствовали предсједник Србије Борис Тадић, предсједник и потпредсједник Владе Србије Мирко Цветковић и Ивица Дачић, Његова светост патријарх српски Иринеј, владика бањалучки Јефрем, зворничко-тузлански Василије и захумско-херцеговачки и приморски Григорије, прослављени режисер Емир Кустурица, руски амбасадор у БиХ Александар Боцан-Харченко и бројне друге званице.
Полагање вијенаца на споменик палим борицима војске РС — вијенци су положени: на Трг палих бораца НОР-а, на Спомен костурници на Градском гробљу у Бањој Луци, на споменику Бањалучким бебама на Тргу српских јунака у Бањој Луци, те у Модричи на гроб некадашњег предсједника РС, Милана Јелића.
Свечана академија— одржана је у бањалучкој дворани „Борик”, почела је химном Републике Српске у извођењу Хора „Србадија” из Бијељине. Међу присутним били су и бивши предсједници Републике Српске, представници институција Српске, Срби из дијаспоре, академици, начелници општина у Републици Српској и многобројне личности из јавног и културног живота. Академији је присуствовала и делегација ХДЗ-а БиХ у којој су Драган Човић, Вјекослав Беванда и Борјана Кришто.
Света архијерејска литургија — Његова светост патријарх српски Иринеј је у бањалучком Саборном храму Христа Спаситеља служио свету архијерејску литургију уз саслужење више владика и свештенства, поводом празника Светог првомученика и архиђакона Стефана, који је Дан и крсна слава Републике Српске.
3D пројекција — на згради Културног центра Бански двор у Бањој Луци одржана је 3Д мапинг пројекција. До тада невиђен у Републици Српској свјетлосни спектакл, „оживио” је зидине Банског двора. Покретне слике приказале су културне идентитете и историју народа у Републици Српској, њене природне љепоте, драгоцјене ресурсе као и туристичке потенцијале. Програм је трајао око пола сата а пратило га је више хиљада посјетилаца.

## Галерија
- Свети Стефан
- Застава Републике Српске
- Амблем Република Српске